# Åke Häger
Åke Häger (Mårdaklev, 5 juli 1897 - Lysekil, 9 maart 1968) was een Zweedse turner. 
Häger won met de Zweedse ploeg in 1920 olympisch goud in de landenwedstrijd volgens het Zweedse systeem.

## Resultaten

### Olympische Zomerspelen
| Jaar | Plaats    | Resultaten                           |
| ---- | --------- | ------------------------------------ |
| 1920 | Antwerpen | in de landenwedstrijd Zweeds systeem |